# آمپاسیبه اونیبه
آمپاسیبه اونیبه (به لاتین: Ampasibe Onibe) یک منطقهٔ مسکونی در ماداگاسکار است که در توآماسینا دوم واقع شده‌است. آمپاسیبه اونیبه ۱۸٬۰۹۵ نفر جمعیت دارد و ۵۷ متر بالاتر از سطح دریا واقع شده‌است.